# سبد اوپک
سبد اوپک، (انگلیسی: OPEC Reference Basket) یا سبد مرجع اوپک، عبارت است از فهرست قیمت انواع مختلف نفت خامی که توسط کشورهای عضو اوپک تولید می‌شود، که با توجه به میزان غلظت (سبک یا سنگین بودن نفت خام) نفت آن‌ها، طبقه‌بندی می‌شوند. سبد اوپک، به عنوان یکی از مهم‌ترین معیارها، برای تعیین قیمت نفت خام مورد استفاده قرار می‌گیرد.
در ۱۵ ژوئن ۲۰۰۵ ساختار طبقه‌بندی سبد اوپک کاملأ تغییر کرد. در حال حاضر سبد اوپک به صورت زیر طبقه‌بندی شده‌است:
| گیراسول       | آنگولا            |
| بی‌اف‌سی ۱۷     | ونزوئلا           |
| موربان        | امارات متحده عربی |
| سبک عربی      | عربستان سعودی     |
| دریایی قطر    | قطر               |
| سبک بانی      | نیجریه            |
| ایزوتوپ سایدر | لیبی              |
| کویت اکسپورت  | کویت              |
| سبک بصره      | عراق              |
| سنگین ایران   | ایران             |
| اکوادور       | اکوادور           |
| مخلوط صحرا    | الجزایر           |

اوپک همواره تلاش می‌نماید، با افزایش و کاهش میزان تولید خود، قیمت نفت در سبد اوپک را ثابت نگاه دارد. سبد اوپک، ترکیبی از انواع مختلف نفت خام سبک و سنگین می‌باشد. به عنوان مثال، نفت سنگین سبد اوپک، سنگین تر از نفت برنت و نفت وست تگزاس اینترمیدیت است.